# Vodárna Kolín
Vodárna s věžovým vodojemem v Kolíně byla vybudována v roce 1930 podle projektu Jana Hráského a Františka Jandy. Stojí na mírném návrší v ul. Míru na Pražském předměstí, v západním intravilánu města Kolína. Věžový vodojem vysoký 45 m je výraznou dominantou města viditelnou z širokého okolí. Od roku 2010 je chráněn jako kulturní památka České republiky. Rekonstrukcí z roku 2015 byl vodojem přebudován na rozhlednu a zpřístupněn veřejnosti.

## Historie
Původní vodovod v Kolíně, tzv. Štítarský vodovod byl vybudován v letech 1896 – 1904 podle projektu významného českého hydrologa Ing. Jana Hráského. Při jeho rekonstrukci a rozšíření byl v letech 1928 – 1930 vybudován nový vodovod, napájený ze dvou studní z oblasti Štítarského potoka z hloubky 28 a 35 m. Nad větší studnou byla postavena čerpací stanice o výkonu 2400 l/min., která dopravovala vodu do 45 m vysokého věžového vodojemu o objemu 450 m³, postaveného podle projektu Ing. Jana Hráského a architekta Františka Jandy. Celou stavbu vodovodního systému, včetně vodojemu, řídili Ing. F. Uher z Peček a Ing. Pucek. Čerpací stroje a další technologická zařízení dodaly strojírny ČKD. Třetí vrtaná studna, hluboká 40 m byla vyhloubená pro posílení vodních zdrojů v roce 1945, zhruba 200 m od čerpací stanice. Po rekonstrukci vodovodu a vybudování vodárenského zařízení zásoboval vodojem prakticky celé město (kromě Zálabí a několika ulic na Kutnohorském předměstí).
V roce 1977 byl provoz vodojemu zastaven a technologická část byla demontována. Po roce 1990 objekt několikrát změnil majitele a chátral. V roce 2005 jej koupilo město Kolín za cca 2,7 mil. Kč a hledalo pro 45 metrů vysokou věž využití. Koncem roku 2010 byl vodojem prohlášen za technickou památku a zapsán do Ústředního seznamu kulturních památek České republiky.

## Popis stavby
Projekt konstruktivistické železobetonové stavby vypracoval Ing. Hráský. Konečnou podobu získal vodojem úpravou projektu architektem Františkem Jandou, který navrhl ve výšce 36 m vyhlídkový ochoz podepřený betonovými sloupy se zátiším a kašnou  a k němu přístupové schodiště.

## Rekonstrukce
Menší rekonstrukce proběhla v roce 2012 s cílem zajistit statiku objektu a zabránit zhoršování stávajícího stavu.
Od prosince 2014 do srpna 2015 proběhla kompletní rekonstrukce vodojemu a jeho přebudování na vyhlídkovou věž s muzejní expozicí podle dokumentace připravené Ing. Martinem Škorpíkem. K vyhlídkovému ochozu vede skoro 300 schodů (navrhované vybudování výtahu nebylo památkáři povoleno). Financování rekonstrukce (cca 12 mil. Kč) bylo z větší části hrazeno z ROP Střední Čechy, zbytek zajistilo město Kolín. S ohledem na finanční možnosti se v příští etapě uvažuje zřídit v přízemí objektu informační středisko a restauraci. Další úpravy jsou plánovány i v okolí věže (lavičky, stojany na kola ap.)

## Současnost
Po rekonstrukci nabízí 45 m vysoká vyhlídková věž návštěvníkům vyhlídku z nejvyššího patra, bezbariérový ochoz s projekcí a v prostoru bývalé vodní nádrže videoprojekci s expozicí přibližující historii budovy, její technická zařízení i tematiku vody a vodárenství. Zároveň upozorňuje na industriální architekturu a turistické cíle v okolí. Opravená věž byla slavnostně otevřena 9. září 2015. 